# Orenco D
Orenco D là một loại máy bay tiêm kích hai tầng cánh của Hoa Kỳ, do hãng Orenco thiết kế, Curtiss Aeroplane and Motor Company chế tạo.

## Biến thể
Orenco D
Curtiss Orenco D
Orenco D2

## Quốc gia sử dụng
Hoa Kỳ
- Cục Không quân Lục quân Hoa Kỳ

## Tính năng kỹ chiến thuật (Curtiss Orenco D)

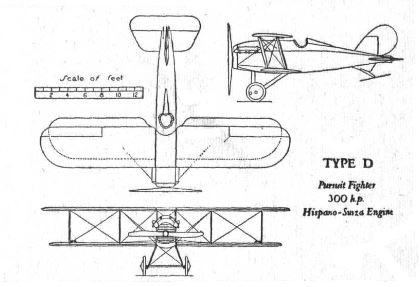
Orenco D

Dữ liệu lấy từ Angelucci, 1987. p. 119.
Đặc điểm tổng quát
- Kíp lái: 1
- Chiều dài: 21 ft 5.5 in (6.52 m)
- Sải cánh: 33 ft 0 in (10.05 m)
- Chiều cao: 8 ft 4 in (2.54 m)
- Diện tích cánh: 273 ft2 (25.36 m2)
- Trọng lượng rỗng: 1.908 lb (865 kg)
- Trọng lượng có tải: 2.820 lb (1.279 kg)
- Động cơ: 1 × Wright-Hispano H, 300 hp ( kW)

Hiệu suất bay
- Vận tốc cực đại: 139 mph (224 km/h)
- Vận tốc hành trình: 133 mph (214 km/h)
- Tầm bay: 340 dặm (547 km)
- Trần bay: 12.450 ft (3.795 m)
- Vận tốc lên cao: 1.140 ft/min (5,78 m/s)

Vũ khí trang bị
- 2x.30in machine guns